# 雅安钩丝壳
雅安钩丝壳（学名：Uncinula yaanensis）是属于白粉菌目白粉菌科钩丝壳属的一种真菌，寄生在柘树上。该种分布于中国。